# 皮德沃洛奇斯克區

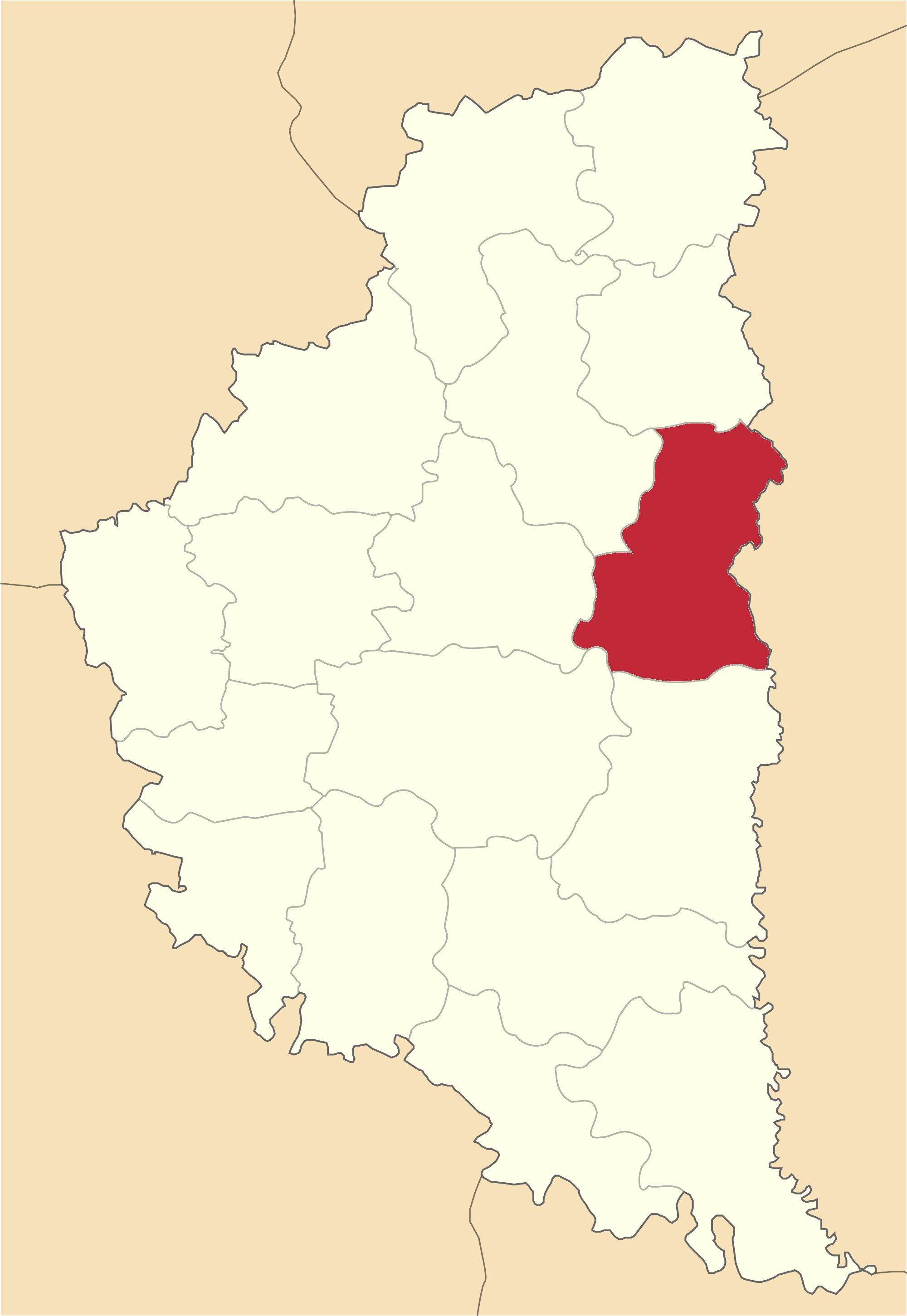
皮德沃洛奇斯克區在捷爾諾波爾州的位置

皮德沃洛奇斯克區（烏克蘭語：Підволочиський район）是位於烏克蘭西部捷爾諾波爾州的舊區，区府为皮德沃洛奇斯克，並於2020年被撤銷。該區面積837平方公里，2015年人口42,963，人口密度每平方公里51.33人。